# 山田勝次
山田 勝次（やまだ かつじ、1915年1月4日 - 1989年7月18日）は、日本の実業家。東陶機器（現TOTO）社長や、同社取締役会長を務めた。正四位勲二等瑞宝章。

## 人物・経歴
1936年長崎高等商業学校（現長崎大学）卒業、東洋陶器入社。1959年取締役昇格。1961年常務取締役。1973年専務取締役。1975年取締役副社長。1979年から取締役社長を務め、営業、開発、製造の連携を進めるなどした。1985年取締役会長。1986年勲二等瑞宝章受章。1989年相談役、正四位。性格は温厚。